# غاف تماروغو
غاف تماروغو (الاسم العلمي: Prosopis tamarugo)، نوع من الأشجار المُزهرة تتبع فصيلة البقولية. توجد فقط في شمال تشيلي، ولا سيما في بامبا ديل تماروغال، على بعد قرابة 70 كم (43 ميل) شرق مدينة إكيكي. تنمو هذه الشجرة الكثيفة على ما يبدو دون انتفاعها من الامطار. ويُعتقد أنها تحصل على بعض الماء من الندى. تشير الدراسات إلى أنها نبات متعمق الجذور. لها جذور عميقة تستفيد من مخزون المياه الجوفية. كما أنها تشارك في إعادة التوزيع السوائلي لتحريك المياه من المستويات العميقة إلى الأعلى وأيضًا تعكس العملية في أوقات الجفاف الشديد
.
تُقطع منه شجرائات حرجية متفرقة من الأشجار لاستخدامها حطبًا. تنمو الأشجار في تربة مالحة لا تسمح بوجود أشجار أخرى. يعتبر هذا النوع مصدرًا قيمًا للفحم والخشب، كما أن أوراقه وثماره هي أيضًا غذاء للماعز. تُزرع الشجرة أيضًا في أسبانيا.